# Giao diện đồ họa Borland
Giao diện đồ họa Borland (tiếng Anh: Borland Graphics Interface, viết tắt BGI) là thư viện đồ họa đi kèm với trình biên dịch Borland cho hệ điều hành DOS và các máy tính chạy hệ điều hành Windows 95, Windows 98. Bộ thư viện này đi kèm với IDE Borland C++ 3.1 (1992). Để sử dụng thư viện này trong lập trình C/C++ cần có 2 tệp: graphics.h và graphics.lib đối với hệ điều hành Windows, graphics.h và graphics.a trên các điều hành Linux. So với các thư viện đồ họa hiện đại như OpenGL,  SDL thì BGI không thể sánh bằng, tuy nhiên vì tính đơn giản và dễ dàng sử dụng nên BGI vẫn còn sử dụng trong giảng  dạy, học tập.

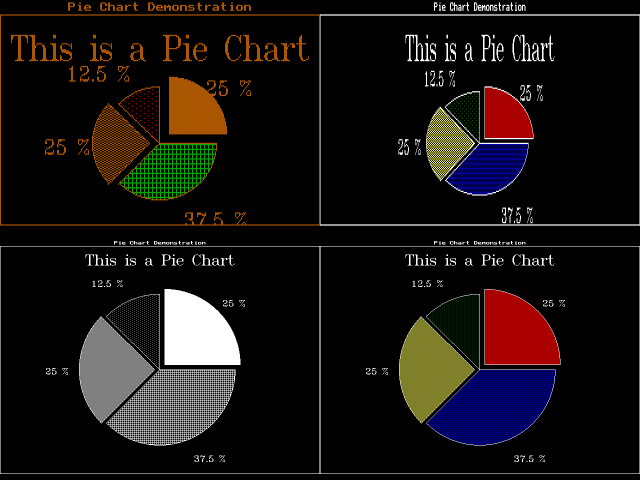
BGIdemoCollage

## Các hàm được cung cấp trong thư viện BGI

### Màu trong BGI
Có 16 màu chuẩn trong thư viện này:
| Giá trị | Tên màu      |
| ------- | ------------ |
| 0       | BLACK        |
| 1       | BLUE         |
| 2       | GREEN        |
| 3       | CYAN         |
| 4       | RED          |
| 5       | MAGENTA      |
| 6       | BROWN        |
| 7       | LIGHTGRAY    |
| 8       | DARKGRAY     |
| 9       | LIGHTGREEN   |
| 10      | LIGHTBLUE    |
| 11      | LIGHTCYAN    |
| 12      | LIGHTRED     |
| 13      | LIGHTMAGENTA |
| 14      | YELLOW       |
| 15      | WHITE        |

### Hàm khởi tạo màn hình đồ họa
Trong thư viện có cung cấp cho hàm initgraph và hàm initwindow

## Ví dụ chương trình sử dụng BGI
Đây là ví dụ 1 đoạn chương trình C được viết trên Borland Turbo C có sử dụng thư viện BGI:
```
#include
 
<stdio.h>

#include
 
<stdlib.h>

#include
 
<graphics.h>

#define random(range) (rand() % (range))

int
 
main
 
(
void
)

{

  
int
 
i
,
 
gd
,
 
gm
;

  
gd
 
=
 
DETECT
;

  
initgraph
 
(
&
gd
,
 
&
gm
,
 
""
);

  
setbkcolor
 
(
BLACK
);

  
cleardevice
 
();

  
for
 
(
i
 
=
 
0
;
 
i
 
<
 
1000
;
 
i
++
)
 
{

    
setcolor
 
(
1
 
+
 
random
 
(
15
));

    
line
 
(
random
(
getmaxx
()),
 
random
(
getmaxy
()),

    
random
(
getmaxx
()),
 
random
(
getmaxy
()));

  
}

  
getch
 
();

  
closegraph
 
();

  
return
 
0
;

}

```

Một ví dụ về đoạn chương trình C được viết trên Visual Studio 2012 có sử dụng thư viện BGI:
```
#include
 
"graphics.h"

#pragma comment(lib, "graphics.lib")

 

int
 
main
()

{

   
int
 
gd
 
=
 
DETECT
,
 
gm
;
 

   
initgraph
(
&
gd
,
 
&
gm
,
 
"c:
\\
tc
\\
bgi"
);

   

   
line
(
0
,
 
200
,
 
100
,
 
200
);
 
// ve 1 duong thang

 

   
getch
();

   
closegraph
();
   

 

   
return
 
0
;

}

```